# Zosterops emiliae
Zosterops emiliae — вид воробьиных птиц из семейства белоглазковых (Zosteropidae). Выделяют четыре подвида.

## Таксономия
Ранее его помещали в монотипический род птиц Chlorocharis, но в 2018 году было опубликовано молекулярное филогенетическое исследование, согласно выводам которого вид следует относить к роду Zosterops.

## Распространение
Эндемики острова Борнео.

## Описание
Длина тела 11-12 см, один взвешенный экземпляр, пол которого определён не был, весил 13.9 г. Верхняя часть головы и верхняя сторона тела тёмно-оливково-зелёные в чёрной окантовке. Вокруг глаза чёрное кольцо, окаймленное желтым. Оперение на нижней стороне тела более светлое, желтоватое. Клюв коричневый сверху, желто-оранжевый снизу.